# 부재자 투표

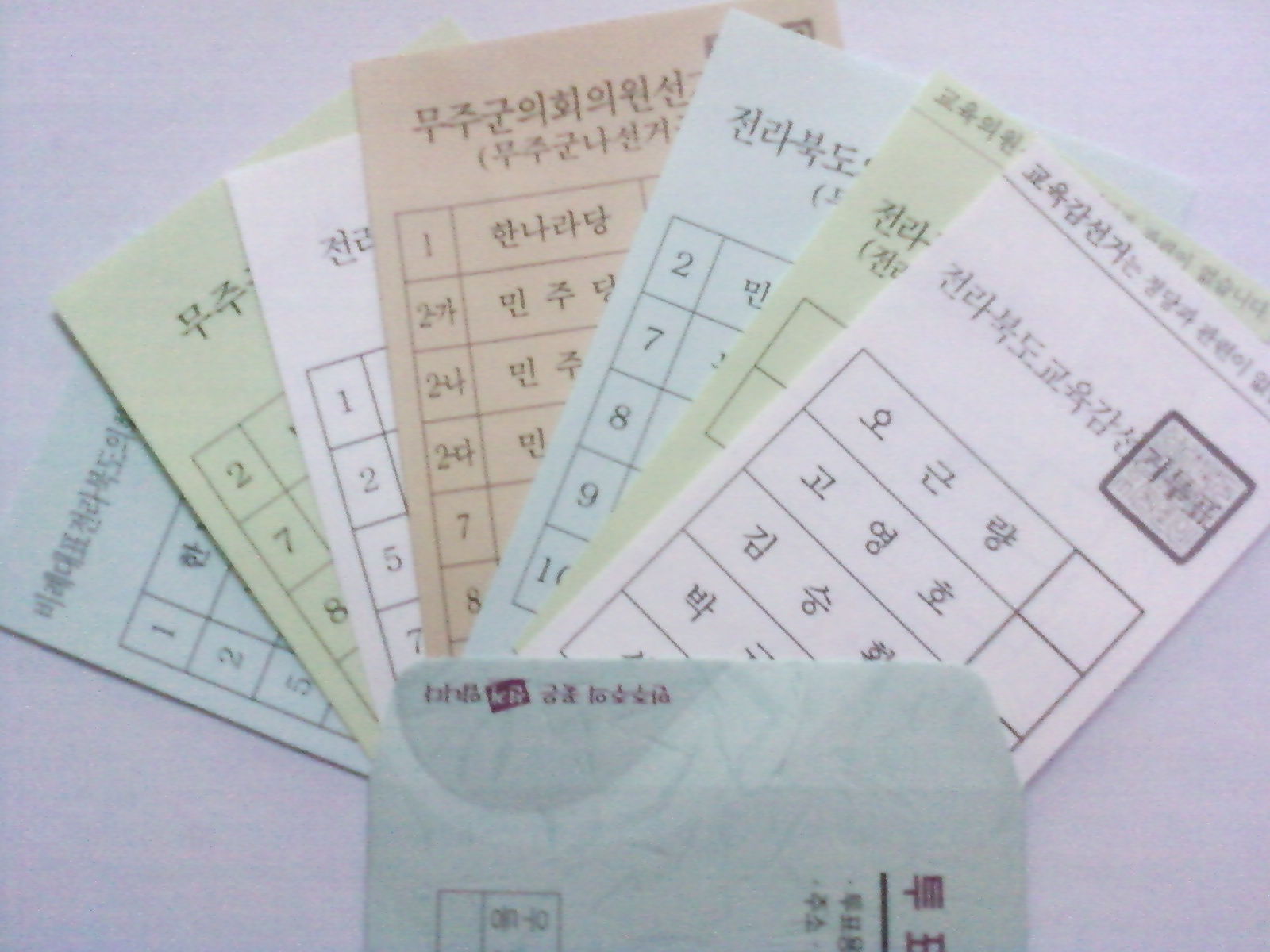
대한민국 제5회 지방 선거의 투표 용지와 부재자 투표 봉투

부재자 투표(不在者 投票, 영어: absentee ballot)는 투표 방식의 일종이며, 선거일 당일에 일정한 사유(해외 여행, 병원 입원 등)로 주소지 밖에 머물게 되어 선거일에 주소지에서 투표를 할 수 없는 유권자가 주소지가 아닌 곳에서 투표할 수 있도록 마련된 제도이다.

## 부재자 투표 방법
- 우편투표법
- 대리투표법
- 선거증에 의한 투표법

## 대한민국
대한민국에서는 기존의 부재자 투표 제도가 2012년에 개정된 공직선거법에 따라 2013년 1월 1일부터 사전 투표 제도로 변경되어 폐지되었다.
다만, 사전 투표도 이용할 수 없는 경우를 위해 우편을 통한 거소 투표, 선상 투표 제도가 마련되어 있는데, 두 제도는 우편투표법에 의한 부재자 투표의 일종이다. 이 중 거소 투표는 대리투표의 부정선거 시비가 끊이지 않고 있다.

## 같이 보기
- 재외선거
- 사전 투표